# Choquinha-de-garganta-pintada
Choquinha-de-garganta-pintada (nome científico: Rhopias gularis) é uma espécie de ave da família Thamnophilidae. Também é conhecida como choquinha-estrelada. É a única espécie do gênero Rhopias. É endémica do Brasil, com maior evidência na região sudeste, mas com registros da Bahia ao Rio Grande do Sul. Os seus habitats naturais são florestas subtropicais ou tropicais húmidas de baixa altitude e regiões subtropicais ou tropicais húmidas de alta altitude.
A espécie possui cerca de 10 centímetros de comprimento. Sua dieta consiste de insetos e artrópodes. Seu ciclo reprodutivo está relacionado com as correições de formigas, que garantem fartura de alimentos. Seu nome foi conferido por conta de sua garganta salpicada de branco e de suas asas, manchadas de amaralo.

## Taxonomia
A choquinha-de-garganta-pintada foi descrita e ilustrada pelo naturalista alemão Johann Baptist von Spix em 1825, recebendo o nome binomial de Thamnophilus gularis. Posteriormente, foi colocada no gênero Myrmotherula. Quando uma análise morfológica e genética publicada em 2012 descobriu que não estava intimamente relacionada a outras espécies de Myrmotherula, foi movida para o gênero monotípico Rhopias, que havia sido originalmente erigido pelos ornitólogos alemães Jean Cabanis e Ferdinand Heine em 1860. O nome do gênero vem da palavra grega antiga rhōps, que significa "arbusto".

## Descrição
A choquinha-de-garganta-pintada mede 8.5–10 cm (3.3–3.9 in) de comprimento, pesando 10–12 g (0.35–0.42 oz). O macho tem partes superiores, cauda e corso marrom-avermelhados. A testa é acinzentada. Os abrigos das asas são castanho-pretos com duas barras amarelas. A garganta é preta com manchas brancas. O peito e a barriga são cinzentos. A fêmea é semelhante em aparência ao macho, mas tem uma testa castanho-avermelhada e manchas maiores na garganta.

## Distribuição e habitat
A espécie vive em altitudes entre 300 and 1,500 m (980 and 4,920 ft) na região da Mata Atlântica, principalmente do sudeste do Brasil. A extensão se estende desde a área costeira do sul da Bahia até a região nordeste do Rio Grande do Sul.

## Reprodução
Seu ninho é aberto, em forma de xícara, sendo suspenso por hastes horizontais delgadas e colocado a cerca de 50 cm (20 in) acima do solo, geralmente próximo à água. É constituído por raízes finas, fibras de fungos e pedaços de folhas secas. A ninhada é invariavelmente de dois ovos. Possuem um fundo branco coberto com manchas marrom-avermelhadas. O tamanho médio de um ovo é 19.0 mm × 14.5 mm (0.75 in × 0.57 in), pesando de 2.2 g (0.078 oz). Os ovos são incubados por ambos os pais e eclodem após cerca de 17 dias. Os filhotes são cuidados por ambos os pais.

## Conservação
Em 2016, a União Internacional para a Conservação da Natureza (IUCN) a considerou uma "espécie pouco preocupante".